# Ichneumon somniatus
Ichneumon somniatus är en stekelart som beskrevs av Charles Thomas Brues 1910. Ichneumon somniatus ingår i släktet Ichneumon och familjen brokparasitsteklar. Inga underarter finns listade i Catalogue of Life.